# Remixalbum
Ein Remixalbum ist ein Musikalbum, das hauptsächlich Remixe, also neue Versionen von zuvor bereits veröffentlichten Stücken eines Künstlers enthält.
Zu den bekanntesten Remixalben zählen Blood on the Dance Floor – HIStory in the Mix von Michael Jackson, You Can Dance von Madonna und Reanimation von Linkin Park.

## Meistverkaufte Remixalben
| Platz | Album                                         | Künstler        | Label                | Jahr | Verkäufe  | Quelle |
| ----- | --------------------------------------------- | --------------- | -------------------- | ---- | --------- | ------ |
| 1     | Blood on the Dance Floor – HIStory in the Mix | Michael Jackson | Epic Records         | 1997 | 6.000.000 | [ 1 ]  |
| 2     | You Can Dance                                 | Madonna         | Sire Records         | 1987 | 5.000.000 | [ 2 ]  |
| 3     | Reanimation                                   | Linkin Park     | Warner Bros. Records | 2002 | 1.900.000 | [ 3 ]  |
| 4     | J to tha L-O!: The Remixes                    | Jennifer Lopez  | Epic Records         | 2002 | 1.500.000 | [ 4 ]  |
| 5     | Shut Up and Dance (The Dance Mixes)           | Paula Abdul     | Virgin Records       | 1990 | 1.000.000 | [ 5 ]  |
| 5     | B in the Mix: The Remixes                     | Britney Spears  | Jive Records         | 2005 | 1.000.000 |        |
| 5     | Never Say Never: The Remixes                  | Justin Bieber   | Island Records       | 2011 | 1.000.000 | [ 6 ]  |
| 8     | The Remix                                     | Lady Gaga       | Interscope Records   | 2010 | 700.000   | [ 7 ]  |
| 9     | Super Eurobeat Presents Ayu-ro Mix            | Ayumi Hamasaki  | Avex Trax            | 2000 | 650.000   | [ 8 ]  |
| 10    | The Remixes                                   | Shakira         | Sony Music           | 1997 | 500.000   | [ 9 ]  |